# 多莫科什一世
多莫科什一世（匈牙利语：I. Domonkos；954?-1002），是匈牙利王国的天主教神职人员，匈牙利天主教会传统认为其为埃斯泰尔戈姆总教区首任总主教，可能与圣伊什特万一同创立了埃斯泰尔戈姆总教区。

## 生平
多莫科什的出生日期和地点较难考证，大约于公元954年左右出生于意大利，于1002年去世。学者只掌握了关于他的部分相关资料，他于1000年在罗马晋牧，在此之前可能是潘诺恩哈尔姆的本笃会士。依据匈牙利天主教会传统和相关编年史文献，他是签署了潘诺恩哈尔姆修道院成立特许状的人，圣伊什特万可能就是由他来加冕的，但这一点已无法考证，他与圣伊什特万于1001年共同创立了埃斯泰尔戈姆总教区以及其他六个主教区。
然而，潘诺恩哈尔姆修道院成立特许状经历了多次编辑，现存的版本成型于13世纪。[1] 依据最新的推测，多莫科什一世的名字是根据一份皇帝的特许状添加到该成立特许状中的，但那份皇帝的特许状中并未称他为匈牙利或埃斯泰尔戈姆的总主教，因此他作为“首任总主教”的地位是值得怀疑的。